# 武汉东站 (武汉地铁)
武汉东站位于中华人民共和国湖北省武汉市江夏区东湖高新区，是武汉地铁2号线和11号线的地铁换乘站。车站原名光谷火车站，在国铁流芳站正式定名为武汉东站后，车站于2020年12月更名为武汉东站。

## 车站结构

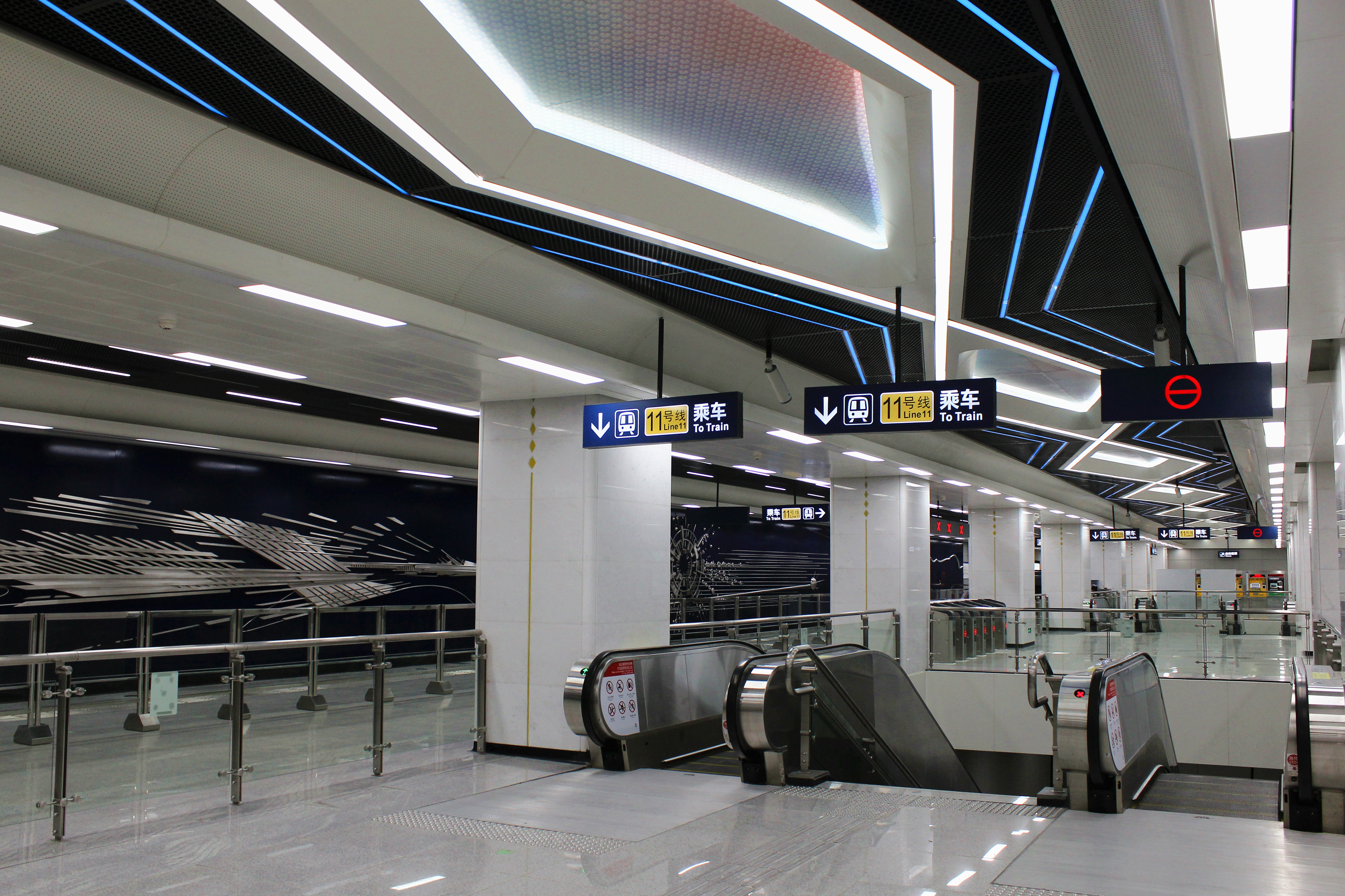
武汉东站11号线站厅

本站为11号线一期工程西端的起始站，亦是2号线与11号线的换乘车站，两线车站均位于国铁武汉东站的东侧。2号线车站沿国铁车站东站房设置；11号线车站位于湖口一路与国铁武汉东站东广场地块下。本站为地下三层岛式车站，地下一层为站厅层，地下二层为2号线站台层，地下三层为11号线站台层。2号线车站布置有4个出入口、2个消防出入口，设置有5组风亭；11号线车站共设置10个出入口、7组风亭。两线换乘方式为T型换乘。

### 楼层分布
| 地面     | 地面               | 出入口                               |  |  |
| 地下一层 | 站厅               | 售票机、客服中心、武漢通充值、洗手間 |  |  |
| 地下二层 |                    | █ 2号线 往天河机场（佳园路）         |  |  |
|          | 岛式站台，左侧开门 |                                      |  |  |
|          |                    | █ 2号线 往佛祖岭（黄龙山路）         |  |  |
| 地下三层 |                    | █ 11号线 往葛店南站（湖口）          |  |  |
|          | 岛式站台，右侧开门 |                                      |  |  |
|          |                    | █ 11号线 往葛店南站（湖口）          |  |  |

### 車站出口
|                                                 |      |                   |
|                                                 |      |                   |
| 出口編號                                        | 設施 | 建議前往的目的地  |
| B                                               |      | 湖口一路 天成美雅 |
| C                                               |      | 湖口一路 迎宾家园 |
| D                                               |      | 湖口一路 关南社区 |
| E                                               |      | 湖口一路 关南社区 |
| F                                               |      | 湖口一路 天成美景 |
| G                                               |      | 湖口一路 天成美雅 |
| H                                               |      | 湖口一路 迎宾家园 |
| 注： 設有升降機 \| 設有輪椅升降台 \| 設有洗手間 |      |                   |

## 鄰近地點
- 武汉东站

### 内部链接
- 武汉地铁车站列表